# Bear Grylls (singolo)
Bear Grylls è un singolo del cantautore italiano Tananai, pubblicato il 25 maggio 2019.

## Descrizione
Il brano è scritto, composto e prodotto dallo stesso cantautore.

## Video musicale
Il video musicale, diretto da Olmo Parenti e Marco Zannoni, è stato pubblicato il 19 maggio 2019 attraverso il canale YouTube del cantautore.

## Tracce
Testi e musiche di Alberto Cotta Ramusino.
1. Bear Grylls – 2:58